# Santiago de Rubiás

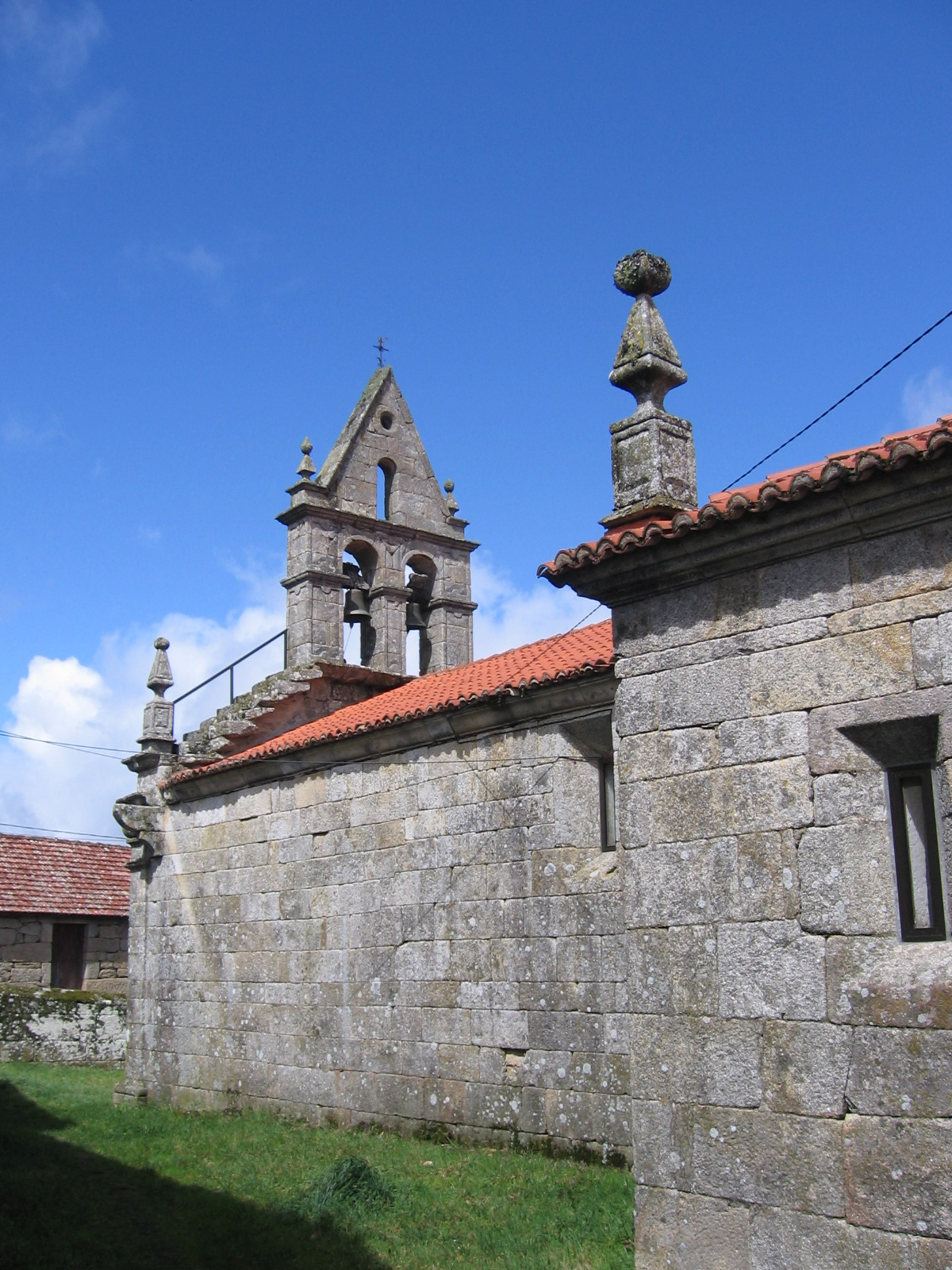
Igreja de Santiago

Santiago, paróquia de Rubiás dos Mixtos, é uma aldeia espanhola do concelho raiano de Calvos de Randín.

## História
Em conjunto com Rubiás e Meaus, fazia parte, até 1864, do Couto Misto.
Na igreja de Santiago está a arca que guardava os documentos que reconheciam os direitos dos habitantes do Couto Misto.